# 1009-й мотострелковый полк
1009-й мотострелковый полк — тактическое формирование Сухопутных войск Российской Федерации, сформированное в ходе мобилизации в России в 2022 году.

## История
1009-й мотострелковый полк создан в 2022 году из мобилизованных Псковской области.
В ноябре 2022 полк передислоцировался в Луганскую Народную Республику, где личный состав проходил военную подготовку. Затем полк действовал в Белгородской области, охраняя границу в районе Новой Таволжанки и подвергаясь обстрелам со стороны Украины.
В июне 2023 года погиб командир полка — полковник Кузнецов Владимир Викторович.
С 9 мая 2024 года 1009-й мотострелковый полк участвует в боях за Волчанск.